# Бон Скотт
Роналд Белфорд Скотт (9 липня 1946 — 19 лютого 1980, Лондон) — австралійський музикант, вокаліст гурту AC/DC.

## Біографія
Бон Скотт народився 9 липня 1946 року в місті Форфар. Перші роки життя провів в Шотландії. В 1952-му році сім'я Скотта емігрувала в Австралію. До 1956 року сім'я жила в Мельбурні, потім переїхала у Фремантл. Тут Бон вчився гри на барабанах та волинці у місцевому оркестрі. У 12 років він виграв конкурс і виступав на телебаченні. Через постійні конфлікти з керівництвом школи Бон покинув навчання у 15 років. За різні порушення, серед яких дача хибного прізвища та адреси поліції, втеча з-під нагляду та крадіжка 50 літрів палива, Бон 9 місяців провів в виправному центрі для неповнолітніх. Деякий час служив в австралійській армії, але був звільнений через погану соціальну інтеграцію.
Перша група Бона Скотта називалась The Spektors. Свою наступну групу, The Valentines, Скотт заснував як один із лідер-вокалістів. Група починає грати музику в стилі соул. Скотт був арештований за зберігання маріхуани. Пізніше переїхав в Аделаїду, де вступив в групу Fraternity. В 1971 р. група почала гастролювати по Європі.
У 1973 р. діяльність групи Fraternity припинилась і Бон вступив в групу Peter Head's Mount Lofty Rangers. Повертавшись з репетицій Бон втрапив в аварію і отримав серйозні травми. Тим часом Fraternity замінила його Джимі Барнсом.
Через рік Скотт вперше зустрівся з учасниками гурту AC/DC. В основі групи були Ангус Янг і Малькольм Янг — молодші брати його давнього приятеля Джорджа Янга. Скоту сподобались енергія і амбіції групи, а вони, в свою чергу, були захоплені досвідом Бона. Після того, як Дейв Еванс був звільнений, на його місце пришов Бон Скотт.
Скотт проявив в себе як найхаризматичніший австралійський музикант. Його мужній образ цікавив людей: як жінок, так і чоловіків. Також він був відомий пристрастю до алкоголю. Пізніше це призвело до трагедії. 19 лютого 1980 року він був знайдений мертвим у своєму автомобілі. Причиною смерті було назване отруєння алкоголем. Під час розтину в його шлунку було знайдено ще з півпляшки віскі.
Невдовзі після смерті Бона AC/DC на чолі з Браяном Джонсоном записали альбом «Back in Black». Вони присвятили його Бону. На його честь обкладинка альбому була повністю чорною.

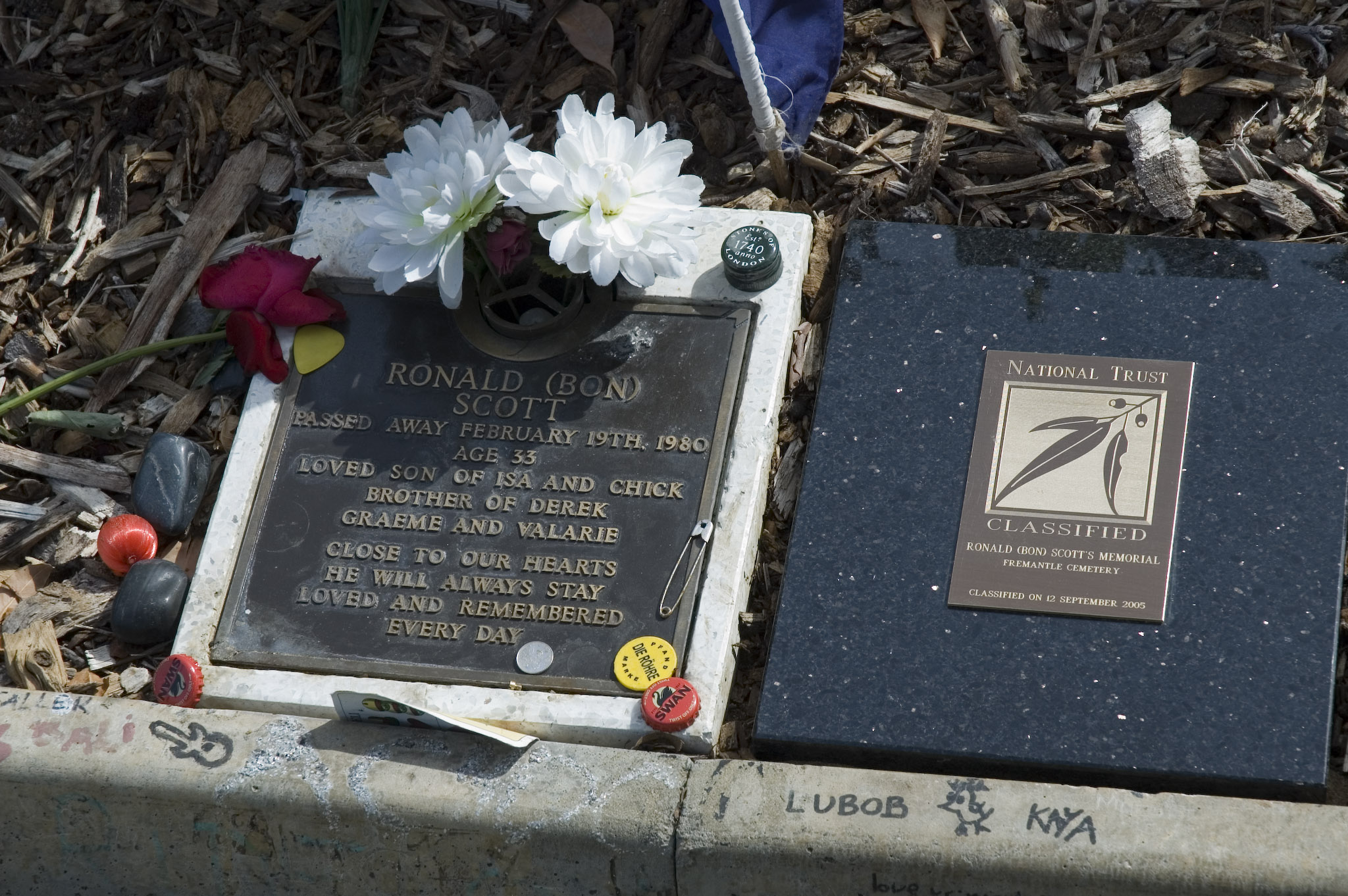
Могила Бона Скотта

Бон Скотт похований на кладовищі Фрімантла. 2006 року його могила була визнана місцем культурної та національної спадщини Австралії, почала охоронятися.